# Эванс, Индиана
Индиа́на Ро́уз Э́ванс (англ. Indiana Rose Evans; род. 27 июля 1990, Сидней, Новый Южный Уэльс, Австралия) — австралийская актриса кино и телевидения, певица. Наиболее известна ролью Беллы Хартли из телесериала «H2O: Просто добавь воды» (2009—2010).

## Биография
Индиана Роуз Эванс родилась 27 июля 1990 года в Сиднее, штат Новый Южный Уэльс, Австралия.
Индиана проявила интерес к сцене в 5-летнем возрасте. В 2003 году состоялся дебют Эванс как актрисы после того, как она исполнила роль Милли Робертс в телесериале «Все святые», но наибольшую популярность актрисе принесла роль Беллы Хартли из телесериала «H2O: Просто добавь воды» (2009—2010) и последующие за ней работы. Своими любимыми актрисами и источниками вдохновения она называет Кэмерон Диаз и Кейт Бланшетт. Играла вместе с Карибой Хейн в фильме «Дитя моды: Убийство Кэролайн Бёрн». Также Индиана — посол движения Dolly Bullying Campaign, направленного против издевательств в школе.

## Фильмография
| Год       |    | Русское название                  | Оригинальное название                           | Роль                      |
| --------- | -- | --------------------------------- | ----------------------------------------------- | ------------------------- |
| 2003      | с  | Все святые                        | All Saints                                      | Милли Робертс             |
| 2003—2004 | с  | Собака по имени Снобз             | Snobs                                           | Эбби Оукли                |
| 2004—2008 | с  | Домой и в путь                    | Home and away                                   | Матильда Хантер           |
| 2008      | с  | Полоса                            | The Strip                                       | Чайна Уильямс             |
| 2008      | ф  | Бремя                             | Burden                                          | Лара Бойд-Катлер          |
| 2008      | ф  | У татуировщика                    | At the Tattooist                                | Джорджия                  |
| 2009      | тф | Дитя моды: Убийство Кэролайн Бёрн | A Model Daughter: The Killing of Caroline Byrne | Кайли Уотсон              |
| 2009—2010 | с  | H2O: Просто добавь воды           | H2O: Just Add Water                             | Изабелла («Белла») Хартли |
| 2010      | тф | Буря в Арктике                    | Arctic Blast                                    | Наоми Тейт                |
| 2010      | ф  | Полицейские: Локальная команда    | Cops L.A.C.                                     | Кайли Тремэйн             |
| 2011      | с  | Адвокаты                          | Crownies                                        | Татум Новак               |
| 2012      | тф | Голубая лагуна                    | Blue Lagoon: The Awakening                      | Эммалин «Эмма» Робинсон   |
| 2014      | с  | Джанет Кинг                       | Janet King                                      | Татум Новак               |
| 2015      | с  | Секреты и ложь                    | Secrets & Lies                                  | Натали Гарнер             |
| 2015      | с  | Отчаянные домохозяева             | House Husbands                                  | Тэш                       |
| 2015      | с  | Эш против зловещих мертвецов      | Ash vs. Evil Dead                               | туристка                  |
| 2022      | ф  | Тор: Любовь и гром                | Thor: Love and Thunder                          | Зевсетта                  |

## Награды и номинации
| Год  | Премия                          | Номинация                             | Работа         | Результат |
| ---- | ------------------------------- | ------------------------------------- | -------------- | --------- |
| 2005 | Logie Awards                    | Самый популярный новый женский талант | Домой и в путь | Номинация |
| 2005 | Nickelodeon Kids' Choice Awards | Rising Star                           | Домой и в путь | Номинация |
| 2007 | Inside Soap Awards              | Best Young Actor                      | Домой и в путь | Номинация |
| 2008 | Inside Soap Awards              | Sexiest Female                        | Домой и в путь | Номинация |
| 2008 | Dolly Teen Choice Awards        | Queen of Teen                         | Домой и в путь | Победа    |